# Melanoplus caroli
Melanoplus caroli is een rechtvleugelig insect uit de familie veldsprinkhanen (Acrididae). De wetenschappelijke naam van deze soort is voor het eerst geldig gepubliceerd in 1960 door Gurney & Helfer.